# گشتلیهورن
گشتلیهورن (به لاتین: Gstellihorn) یک کوه در سوئیس است که در کانتون برن واقع شده‌است. گشتلیهورن ۲٬۸۵۵ متر بالاتر از سطح دریا واقع شده‌است.